# Giovanni Battista Strozzi
Giovanni Battista Strozzi (Florència, 1551 - ...? el 1636) fou un poeta i pedagog italià.
Dominava a la perfecció els idiomes grec i llatí en les seves versions tant antigues com modernes i, la filosofia, i que convertí casa seva en una universitat pública i gratuïta, on, a més d'educar a nombrosos alumnes, els proporcionava la majoria de vegades vestit i alimentació.
Aquesta generositat acabà amb la seva fortuna, però li guanyà l'afecte i estimació dels ducs i el del papa Urbà VIII, el qual el cridà a Roma i el va tenir allotjat durant cert temps en el Vaticà, donant-li mostres visibles d'afecte.
No obstant la seva activitat i el seu desig d'ensenyança el feren tornar a Florència, on acabà els seus dies com era el seu gust, després d'haver perdut la vista en l'estudi continuat.
Entre les seves obres s'hi compten:
- Essequie di Francesc I de Mèdici (Florència, 1587)
Madrigali (1593)
Della familia di Mèdici (1610).